# Euperilampus spina
Euperilampus spina is een vliesvleugelig insect uit de familie Perilampidae. De wetenschappelijke naam is voor het eerst geldig gepubliceerd in 1978 door Boucek.